# IJssel-Linie

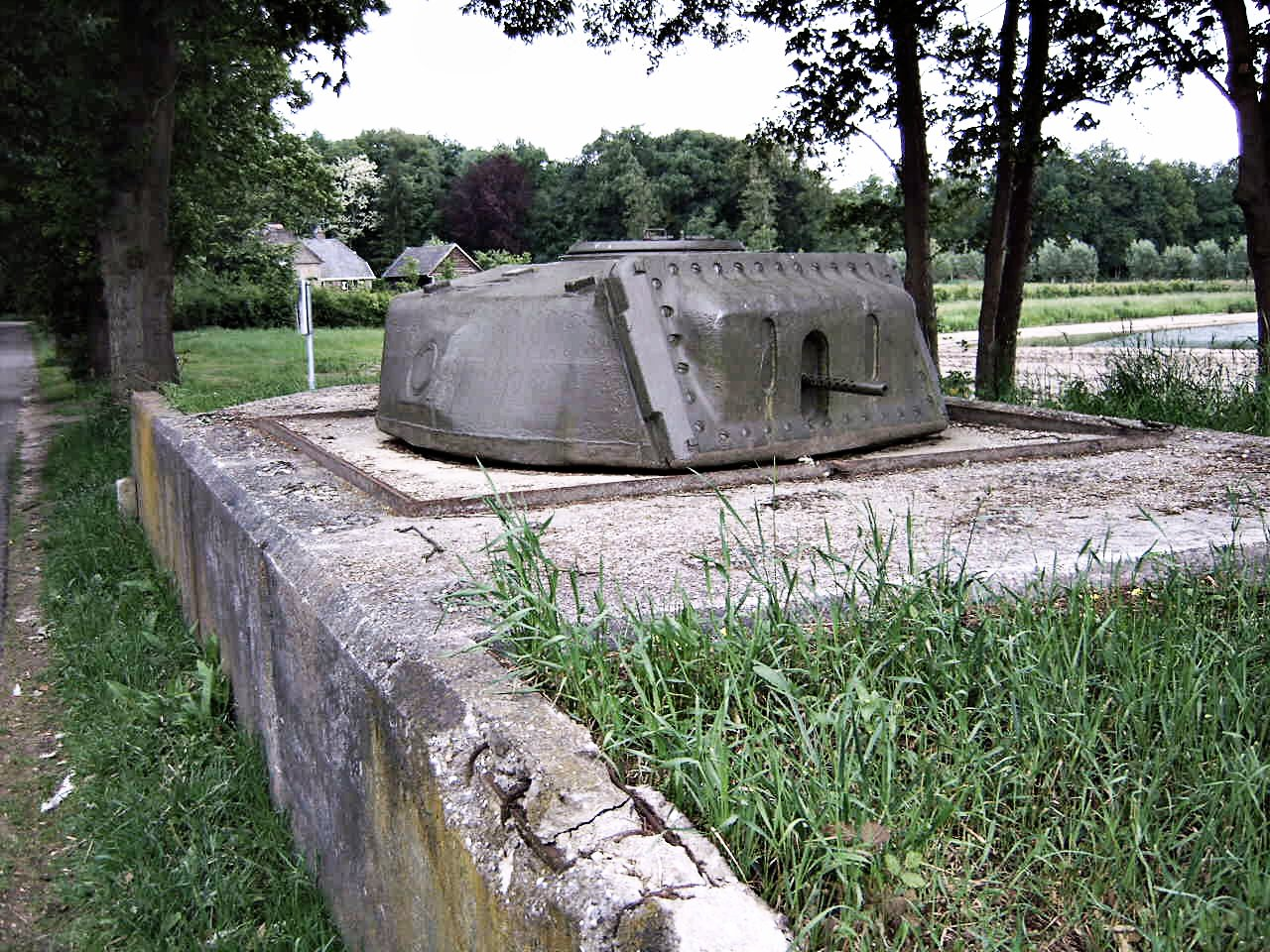
Ein Panzerturm in der IJssel-Linie, im Jahre 2007

Die IJssel-Linie (deutsch Issel-Linie) war in den 1950er- und 1960er-Jahren der niederländische Teil der Verteidigungslinie des Kalten Krieges der NATO für Westeuropa. Sie bestand aus Bunkern für Flugabwehrgeschütze und Vierlings-Maschinengewehre, Kommando- und Krankenhausbunkern sowie aus vielen mit Beton umhüllten Panzertürmen und Sherman-Panzerbunkern, die die Türme freiliegen ließen. Diese Elemente wurden entlang der IJssel platziert.

## Geschichte
Im 16. und 17. Jahrhundert, und zum Zeitpunkt der deutschen Invasion von 1940, waren entlang der IJssel befestigte Verteidigungslinien angelegt worden, die auch IJssel-Linie genannt wurden.

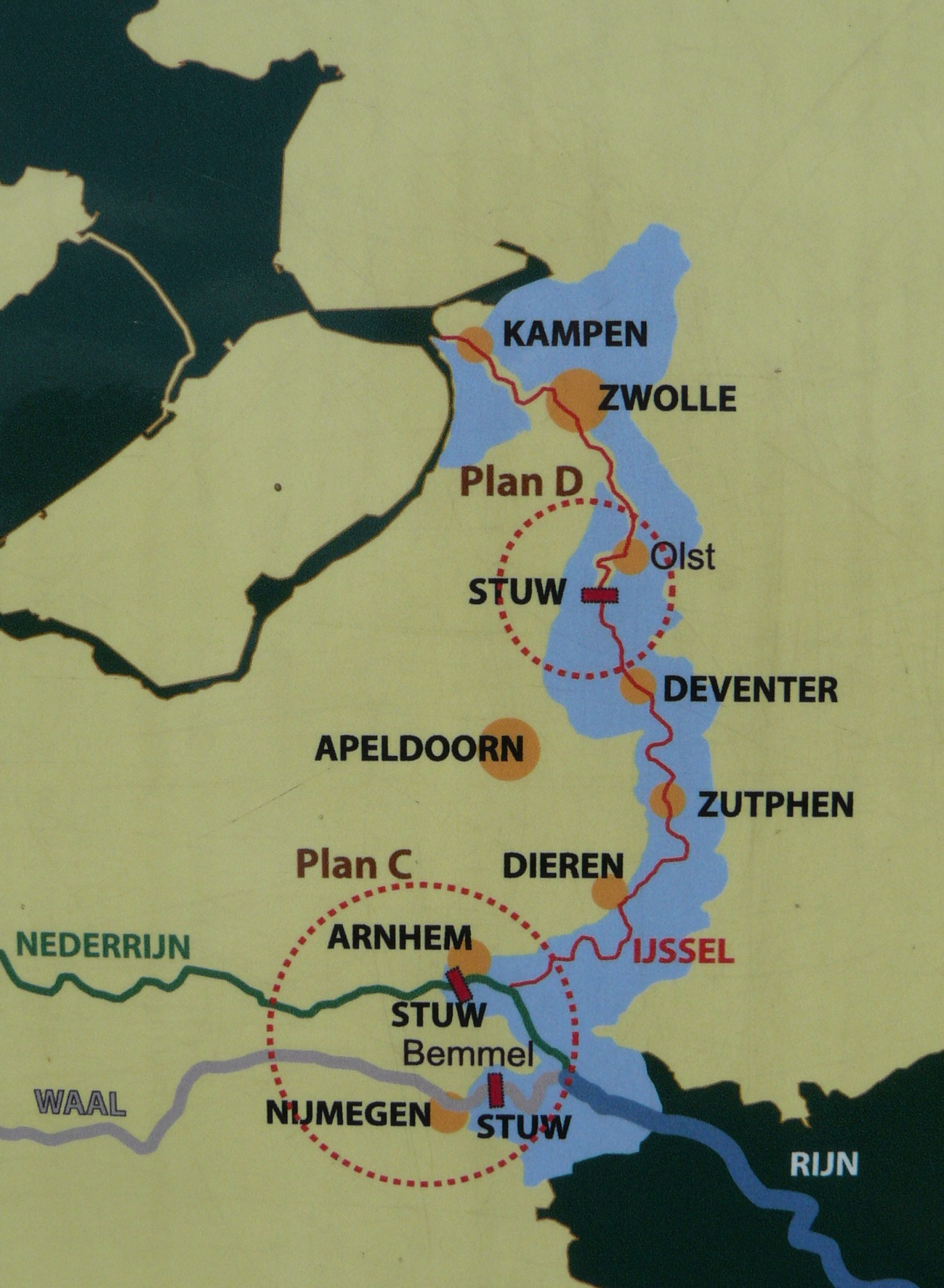
Detailkarte der IJssel-Linie, in Lichtblau ist das Überflutungsgebiet gekennzeichnet

Bewegliche Schwimmdämme wurden an den Flüssen Niederrhein und Waal gebaut. Durch die Umleitung des Wasserflusses von Deutschland in den IJssel-Fluss könnte das gesamte 127 km lange IJssel-Tal überflutet werden, um eine Verteidigungslinie gegen eine erwartete sowjetische Invasion zu bilden. Die ausgedehnten Überschwemmungen der IJssel-Auen und der umliegenden Gebiete waren als wesentliche Barriere zwischen Nijmegen und Kampen gedacht. Um eine ausreichende Wassermenge für das Gebiet nördlich von Deventer sicherzustellen, wurde in Olst ein dritter beweglicher Schwimmdamm hinzugefügt. Das Hochwasser sollte aus dem Fluss IJssel durch 15 Wasseraufnahmebetriebe und 750 weitere Wasserregulierungsstrukturen freigesetzt werden. Das Hochwasser würde dann große Bereiche in den Winterdeichen überfluten. Hinter der Verteidigungslinie sollten fünf motorisierte Infanteriedivisionen der niederländischen Feldarmee aufgestellt werden. Die Verteidigungslinie von IJssel sollte eine sowjetische Offensive verlangsamen und die Unterstützung der Alliierten in die Niederlande bringen. Die IJssel-Linie wäre eine nördliche Erweiterung der NATO-Hauptverteidigung entlang des Rheins gewesen und hätte eine fast sofortige Besetzung der Randstad-Niederlande verhindert, wie es in der ursprünglichen Version des NATO-Plans der Fall gewesen wäre, und sieht eine südliche Verteidigung in diesem Gebiet vor am Niederrhein oder Waal entlang und überlassen die großen niederländischen Städte und Häfen dem Feind. Der neue Plan wurde von Captain Joop Haex, dem späteren niederländischen Staatssekretär für Verteidigung, entwickelt. Die Linie wurde nach 1968 abgeschafft, als die NATO-Strategie der Vorwärtsverteidigung entlang der innerdeutschen Grenze verabschiedet wurde.
Die IJssel-Linien Stiftung wurde im Jahr 2003 als ehrenamtliche Stiftung gegründet, um die Gebäude und Strukturen als historische Denkmäler zu erhalten.